# Youla-Kucera參數化
Youla-Kucera参數化（Youla–Kučera parametrization）也稱為Youla参數化（Youla parametrization）或是YK参數化，是控制理论中一個參數化的公式，描述所有針對一受控體P的所有可能穩定回授控制器，表示為單一參數Q的函數。

## 細節
YK参數化是通用的結果，是控制理論的基礎結果，不過在新的研究領域（如最佳控制及強健控制中）也有其應用。
為了方便瞭解其概念，先用簡單的例子舉例，再慢慢擴展，這也是Kučera的作法。

### 穩定的SISO系統
令{\displaystyle P(s)}為穩定單一輸入單一輸出（SISO）系統的傳遞函數。再令Ω是s的穩定proper函數的集合。則所有可以讓系統{\displaystyle P(s)}穩定的proper控制器可以定義如下：
{\displaystyle \left\{{\frac {Q(s)}{1-P(s)Q(s)}},Q(s)\in \Omega \right\}},
其中{\displaystyle Q(s)}是任意s的穩定proper函數。也可以說{\displaystyle Q(s)}參數化了所有可以讓系統{\displaystyle P(s)}穩定的控制器。

### 一般SISO系統
考慮一系統其傳遞函數為{\displaystyle P(s)}，且此傳遞函數可以分解為
{\displaystyle P(s)={\frac {N(s)}{M(s)}}}，其中M(s)和N(s)是s的穩定proper函數。
求解下式的貝祖等式
{\displaystyle \mathbf {N(s)X(s)} +\mathbf {M(s)Y(s)} =\mathbf {1} },
其中待解的變數（X(s), Y(s)）也要是穩定proper函數。
在找到穩定proper的X和Y後，可以定義穩定化控制器為{\displaystyle C(s)={\frac {X(s)}{Y(s)}}}。在找到一個穩定化控制器後，可以用一個穩定proper的參數Q(s)來定義所有穩定化控制器，其集合為
{\displaystyle \left\{{\frac {X(s)+M(s)Q(s)}{Y(s)-N(s)Q(s)}},Q(s)\in \Omega \right\}},

### 一般MIMO系統
在多重輸入多重輸出（MIMO）系統中，考慮傳遞矩陣{\displaystyle \mathbf {P(s)} }。可以用右互質因式{\displaystyle \mathbf {P(s)=N(s)D^{-1}(s)} }或左因式{\displaystyle \mathbf {P(s)={\tilde {D}}^{-1}(s){\tilde {N}}(s)} }來分解。因式需要是穩定、proper及雙重互質，因此確保系統P(s)是可控制且可觀察的。可以用貝祖等式寫成下式
{\displaystyle \left[{\begin{matrix}\mathbf {X} &\mathbf {Y} \\-\mathbf {\tilde {N}} &{\mathbf {\tilde {D}} }\\\end{matrix}}\right]\left[{\begin{matrix}\mathbf {D} &-\mathbf {\tilde {Y}} \\\mathbf {N} &{\mathbf {\tilde {X}} }\\\end{matrix}}\right]=\left[{\begin{matrix}\mathbf {I} &0\\0&\mathbf {I} \\\end{matrix}}\right]}.
在找到穩定proper的{\displaystyle \mathbf {X,Y,{\tilde {X}},{\tilde {Y}}} }後，可以用左因式或是右因式定義所有可穩定的控制器K(s)（假設存在負回授）：
{\displaystyle {\begin{aligned}&\mathbf {K(s)} ={{\left(\mathbf {X} -\mathbf {\Delta {\tilde {N}}} \right)}^{-1}}\left(\mathbf {Y} +\mathbf {\Delta {\tilde {D}}} \right)\\&=\left(\mathbf {\tilde {Y}} +\mathbf {D\Delta } \right){{\left(\mathbf {\tilde {X}} -\mathbf {N\Delta } \right)}^{-1}}\end{aligned}}}
其中{\displaystyle \Delta }是任意的穩定proper參數。
令{\displaystyle P(s)}是系統的傳遞函數，且{\displaystyle K_{0}(s)}是一個穩定化的控制器，其右互質分解為：
{\displaystyle \mathbf {P(s)} =\mathbf {N} \mathbf {M} ^{-1}}
{\displaystyle \mathbf {K_{0}(s)} =\mathbf {U} \mathbf {V} ^{-1}}
則所有的穩定控制器可以寫成
{\displaystyle \mathbf {K(s)} =(\mathbf {U} +\mathbf {M} \mathbf {Q} )(\mathbf {V} +\mathbf {N} \mathbf {Q} )^{-1}}
其中Q是穩定且proper的函數
YK公式在工程上的重要性是若要找到符合特定準則的可穩定控制器，可以調整Q來符合想要的準則。